# Taha Yassine Khenissi
Taha Yassine Khenissi (Zarzis, 6 de enero de 1992) es un futbolista tunecino que juega en la demarcación de delantero para el Kuwait S. C. de la Liga Premier de Kuwait.

## Selección nacional
Hizo su debut con la selección de fútbol de Túnez el 23 de marzo de 2013 en un encuentro de clasificación para la Copa Mundial de Fútbol de 2014 contra Sierra Leona que finalizó con un resultado de 2-1 a favor del combinado tunecino tras los goles de Oussama Darragi y Wahbi Khazri para Túnez, y de Alhassan Kamara para Sierra Leona. Además disputó la Copa Africana de Naciones 2017.

### Goles internacionales
| # | Fecha                    | Estadio                                                         | Oponente    | Gol | Resultado | Competición                                             |
| - | ------------------------ | --------------------------------------------------------------- | ----------- | --- | --------- | ------------------------------------------------------- |
| 1 | 9 de octubre de 2015     | Estadio Olímpico de Radès, Radès, Túnez                         | Gabón       | 1–0 | 3-3       | Amistoso                                                |
| 2 | 3 de junio de 2016       | Estadio El Hadj Hassan Gouled, Yibuti, Yibuti                   | Yibuti      | 0-3 | 0-3       | Clasificación para la Copa Africana de Naciones de 2017 |
| 3 | 4 de septiembre de 2016  | Estadio Mustapha Ben Jannet, Monastir, Túnez                    | Liberia     | 2–0 | 4-1       | Clasificación para la Copa Africana de Naciones de 2017 |
| 4 | 23 de enero de 2017      | Stade d'Angondjé, Libreville, Gabón                             | Zimbabue    | 0-3 | 2-4       | Copa Africana de Naciones 2017                          |
| 5 | 11 de junio de 2017      | Estadio Olímpico de Radès, Radès, Túnez                         | Egipto      | 1–0 | 1-0       | Clasificación para la Copa Africana de Naciones de 2019 |
| 6 | 9 de septiembre de 2018  | Centro Deportivo Mavuso, Manzini, Eswatini                      | Suazilandia | 0-1 | 0-2       | Clasificación para la Copa Africana de Naciones de 2019 |
| 7 | 17 de junio de 2019      | Estadio Olímpico de Radès, Radès, Túnez                         | Burundi     | 1-0 | 2-1       | Amistoso                                                |
| 8 | 8 de julio de 2019       | Estadio de Ismailia, Ismailía, Egipto                           | Ghana       | 0-1 | 1-1       | Copa Africana de Naciones 2019                          |
| 9 | 22 de septiembre de 2022 | Stade Omnisports Du Chemin De Ronde, Croissy-sur-Seine, Francia | Comoras     | 1-0 | 1-0       | Amistoso                                                |

## Clubes
| Club               | País   | Año       | Partidos | Goles |
| ------------------ | ------ | --------- | -------- | ----- |
| Espérance de Tunis | Túnez  | 2009-2012 | 8        | 0     |
| C. S. Sfaxien      | Túnez  | 2012-2015 | 69       | 16    |
| Espérance de Tunis | Túnez  | 2015-2021 | 185      | 76    |
| Kuwait S. C.       | Kuwait | 2022-     | 26       | 15    |

## Palmarés

### Campeonatos nacionales
| Título                               | Club               | País  | Año  |
| ------------------------------------ | ------------------ | ----- | ---- |
| Championnat de Ligue Profesionelle 1 | Espérance de Tunis | Túnez | 2010 |
| Championnat de Ligue Profesionelle 1 | Espérance de Tunis | Túnez | 2011 |
| Championnat de Ligue Profesionelle 1 | C. S. Sfaxien      | Túnez | 2013 |
| Copa de Túnez                        | Espérance de Tunis | Túnez | 2016 |
| Championnat de Ligue Profesionelle 1 | Espérance de Tunis | Túnez | 2017 |
| Championnat de Ligue Profesionelle 1 | Espérance de Tunis | Túnez | 2018 |
| Championnat de Ligue Profesionelle 1 | Espérance de Tunis | Túnez | 2019 |
| Supercopa de Túnez                   | Espérance de Tunis | Túnez | 2019 |

### Campeonatos internacionales
| Título                       | Club               | Sede       | Año  |
| ---------------------------- | ------------------ | ---------- | ---- |
| Liga de Campeones de la CAF  | Espérance de Tunis | Radès      | 2011 |
| Campeonato de Clubes Árabes  | Espérance de Tunis | Alejandría | 2017 |
| Copa Confederación de la CAF | C. S. Sfaxien      | Lubumbashi | 2013 |